# Waña Quta (Oruro)
Waña Quta (auch: Huañakota, Huaña Kota, Huaña Khota, Huaña Kkota, Huayñakota, Huaña Q'ota) ist ein See am westlichen Rand des Hochlandes des südamerikanischen Anden-Staates Bolivien.

## Lage im Nahraum
Waña Quta (Aymara: waña = trocken, quta = See) liegt wenige Kilometer östlich der Grenze zu Chile am Fuß des Sajama, höchster Berg Boliviens, im Municipio Curahuara de Carangas in der Provinz Sajama im Departamento Oruro. Nächstgelegene Ortschaften sind Sajama wenige Kilometer südwestlich und Caripe nordöstlich des Waña Quta.

## Größe und Flusssystem
Waña Quta liegt auf einer Höhe von 4350 m und erstreckt sich von Südwesten nach Nordosten über eine Länge von 1200 Metern und erreicht eine Breite von bis zu 500 Metern, die Uferlinie des Sees beträgt 3,4 Kilometer. Der See wird gespeist durch das Gletscherwasser des Sajama im Südosten und des Anallajsi nördlich des Sees.
Hauptabfluss des Sees ist der Río Tomarapi, der den See in nordöstlicher Richtung verlässt und zum Río Cosapa hin fließt, der wiederum im weiteren Verlauf sein Ende im abflusslosen Salzsee Salar de Coipasa findet. Nach Südwesten hin besteht zu bestimmten Jahreszeiten auch ein Abfluss zum Río Sajama, der an der Ortschaft Sajama vorbei zum Río Lauca hin fließt, ebenfalls Zufluss zum Salar de Coipasa.

## Nationalpark Sajama

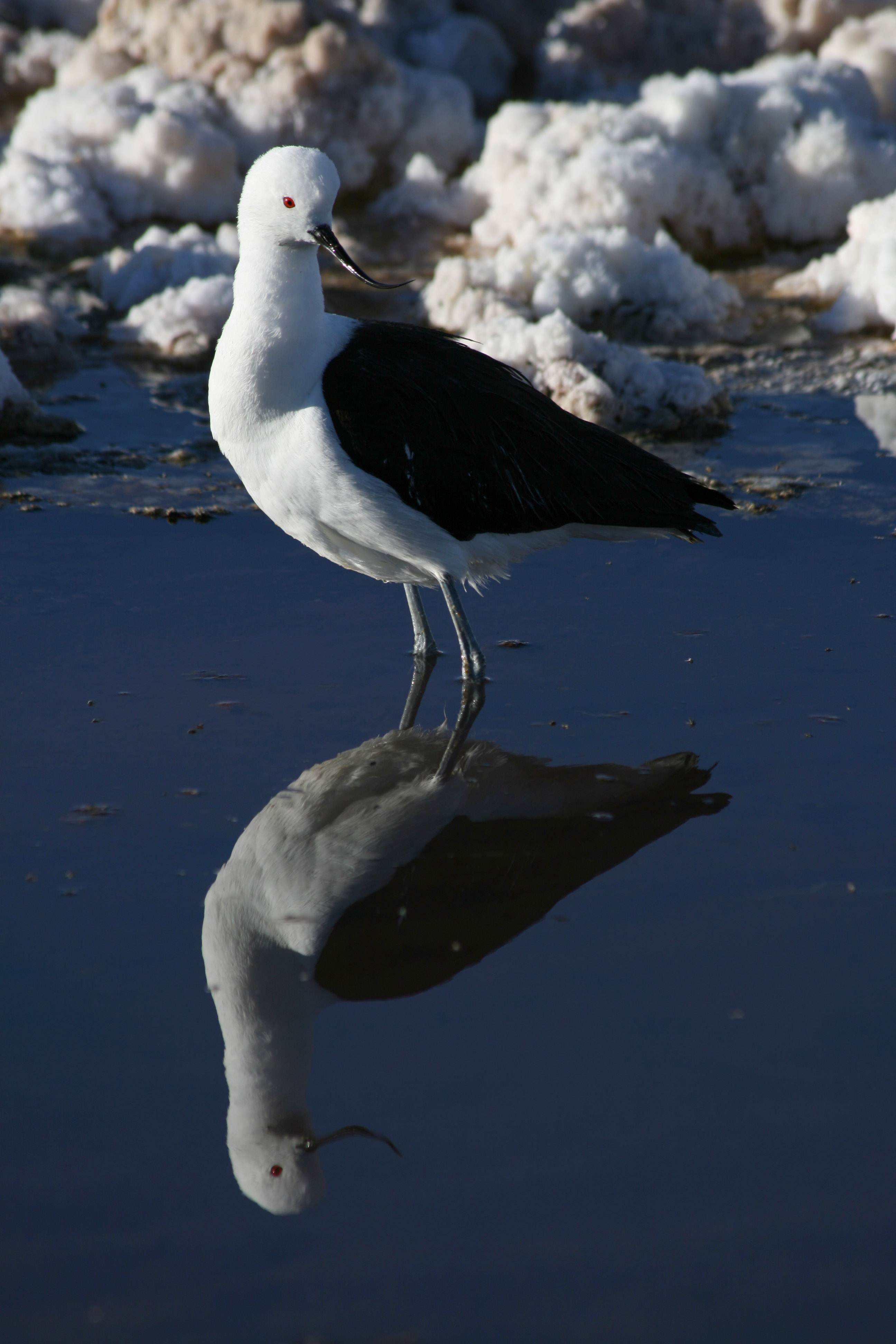
Recurvirostra andina

Der See liegt im Nationalpark Sajama und ist Aufenthaltsort andiner Hochgebirgsvögel wie Kuhreiher, Punaente, Spitzschwanzente, Andensäbelschnäbler, Rüsselblässhuhn und Schwarzkopf-Ruderente.